# Patí Alcodiam Salesià
Maillots
Dernière mise à jour : 1er février 2019.
Le Patí Alcodiam Salesià, plus connu sous le nom PAS Alcoi ou PAS Alcoy, est un club de rink hockey fondé en 1951 et situé à Alcoi (Alcoy en castillan) dans la Communauté valencienne. Il évolue dans le championnat d'Espagne de rink hockey.